# Mammoth Cave nationalpark

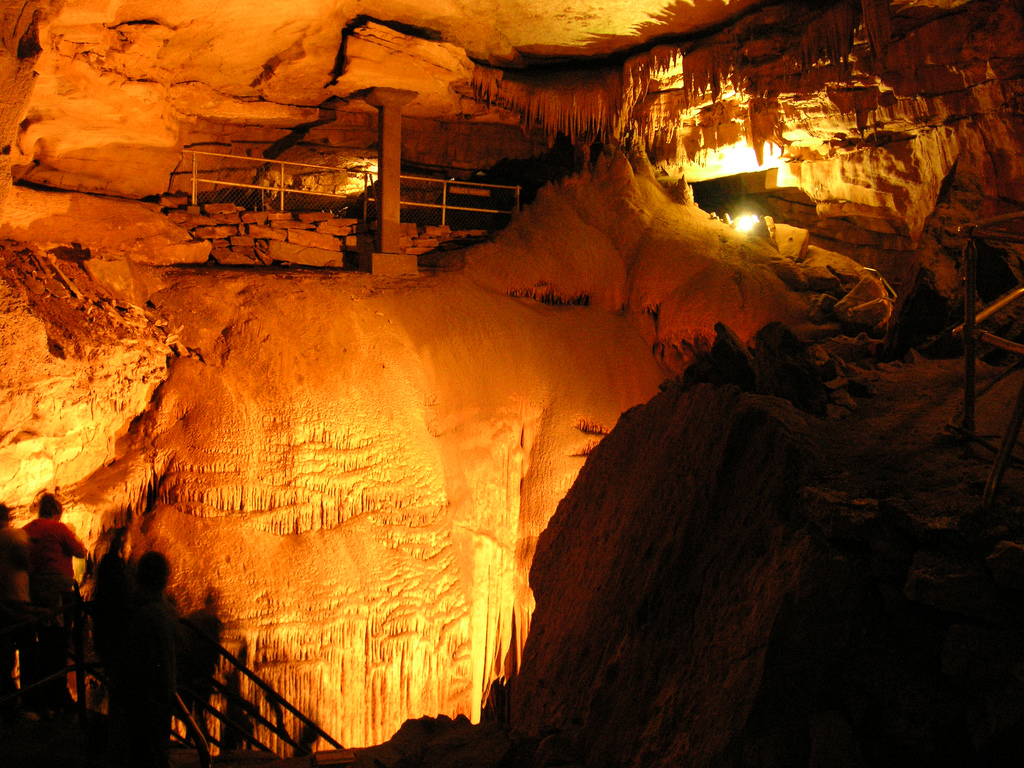
Grottor i Mammoth Cave national park

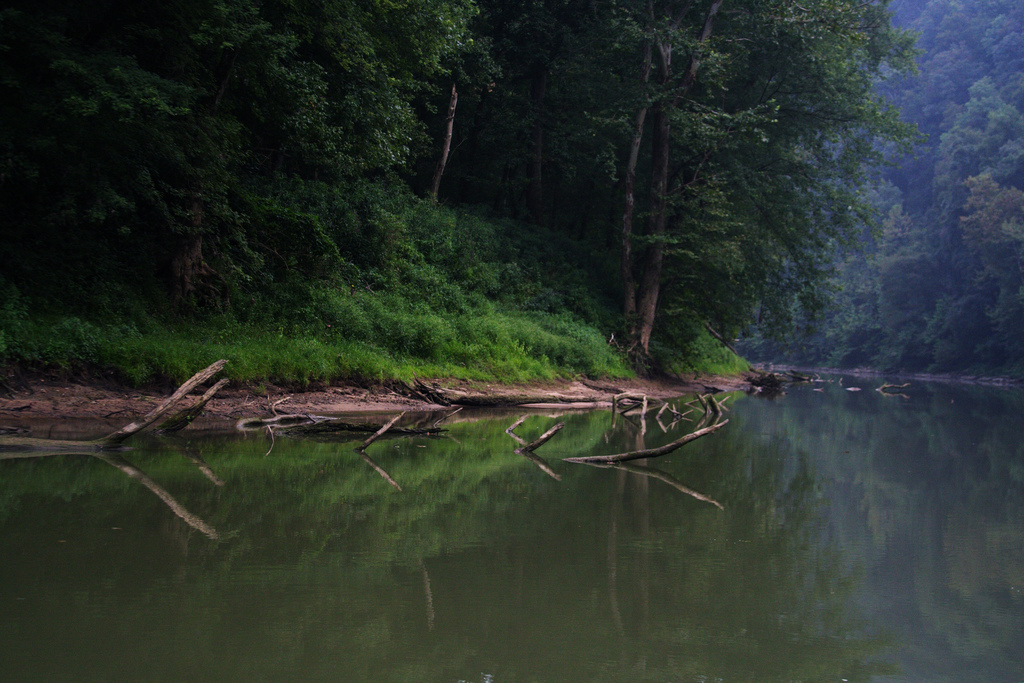
Green River i Mammoth Cave national park

Mammoth Cave nationalpark ligger i delstaten Kentucky i USA. Nationalparken inkluderar dels en sträckning av Green River och dels delar av Mammoth-Flint Ridge Cave System.
Mammoth-Flint Ridge Cave System, ofta förkortat till "Mammoth Cave System", är världens längsta kända grottsystem med 590 629 meter utforskade (april 2009). Grottorna får av allmänheten bara besökas med guide.